# Proyección interactiva

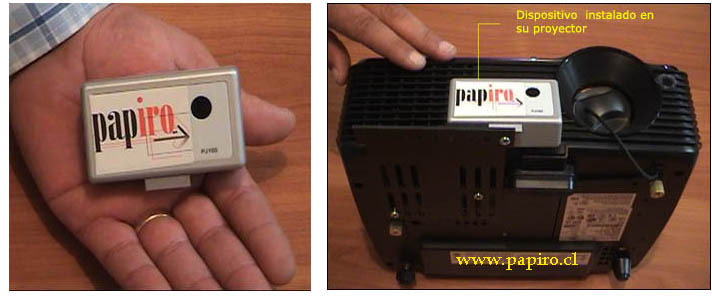
Imagen:Dispositivo interactivo infrarrojo de PapiroMedia

Una Proyección Interactiva es una imagen proyectada sobre alguna superficie a través de un videoproyector, ya sea en el suelo, techo, muralla, telón o cualquier otra y en donde un ser humano pueda acceder a ella a través de dispositivos, como lápices, punteros o el dedo en algunos casos y así interactuar en forma real. En esta proyección, el usuario puede controlar todo el computador, crear anotaciones o dibujos sobre la imagen proyectada, cargar y ejecutar programas, crear presentaciones a través de una pizarra blanca o con fondo predeterminado, imprimir, guardar, enviar por correo electrónico y exportar estas presentaciones en diversos formatos. Las principales aplicaciones de estas proyecciones están en la educación y capacitación en general, toda vez que son muy útiles en cualquier salón en donde se hagan presentaciones a través de un proyector. La interactividad se produce cuando el usuario es capaz de controlar el computador a través de estos medios ópticos (lápices) y así generar cambios en lo que se esté proyectando.
Las Proyecciones Interactivas, son el análogo a una pizarra interactiva, con una serie de ventajas sobre estas últimas, como son por ejemplo, el precio, la movilidad, la facilidad del software que controla la proyección, el tamaño del dispositivo y de la proyección, etc.
Con respecto a esto último, el tamaño de la imagen proyectada y la cual será finalmente nuestra pizarra interactiva, dependerá de la distancia en que se ubique el proyector.
- Datos: Q6089073